# Wilde Malve
Die Wilde Malve (Malva sylvestris), auch Große Käsepappel und Rosspappel genannt, ist eine Pflanzenart aus der Gattung der Malven (Malva) innerhalb der Familie der Malvengewächse (Malvaceae). Ihr deutscher Trivialname Käsepappel hat nichts mit der Pappel zu tun, sondern bezieht sich auf die käselaibförmigen, schleimhaltigen Früchte, aus denen früher Kinderbrei (Papp) zubereitet wurde. Zahlreiche unterschiedliche Volksnamen spiegeln die Popularität und vielseitige Nutzung der Wilden Malve wider. Sie zählt zu den ältesten bekannten Nutzpflanzen und wurde bereits in der Antike als Gemüse- und Heilpflanze angebaut.

## Trivialnamen
Die Wilde Malve trägt unterschiedliche Volksnamen, die verschiedene Aspekte ihrer Bedeutung spiegeln, so unter anderem Käslikraut, Hasenpappel, Hanfpappel, Johannispappel, Katzenkäse, Pissblume, Rosspappel, Ross-Malve oder Mohrenmalve.

## Beschreibung und Ökologie

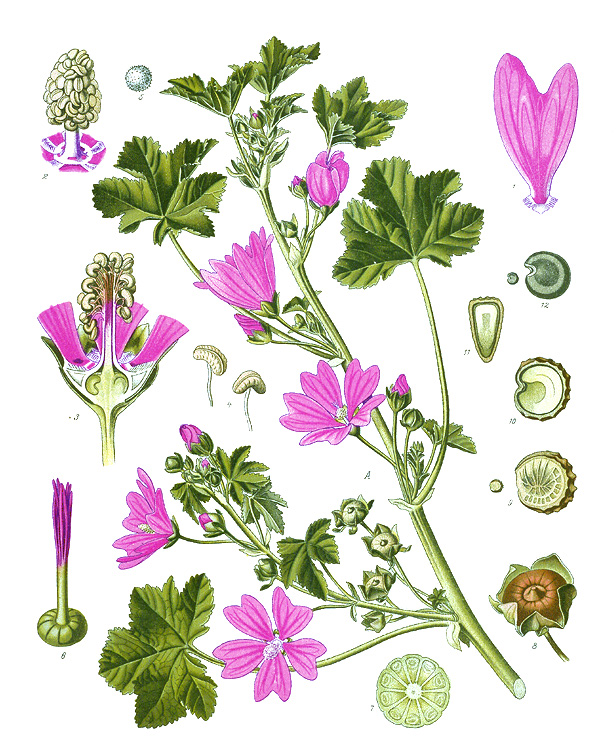
Illustration

### Erscheinungsbild, Wurzeln und Blätter
Die Wilde Malve wächst als überwinternd grüne, selten ein-, zumeist zweijährige bis ausdauernde krautige Pflanze, die Wuchshöhen von 30 bis 200 Zentimetern erreicht. Mit ihrer spindelförmigen, fleischigen, tiefreichenden Pfahlwurzel ist sie fest im Erdreich verankert. Die innen weiße Wurzel zeichnet sich durch zahlreiche Wurzelfasern aus. Der mit zahlreichen rauen Büschelhaaren besetzte Stängel wächst gewöhnlich aufrecht, jedoch kommen auch Exemplare mit aufsteigendem oder niederliegendem Stängel vor. Der im Querschnitt abgerundete bis kantige Stängel kann in Bodennähe im äußeren Bereich verholzen, innen besitzt er jedoch ein lockeres Mark. Oft stirbt der Stängel nach der Blüte nicht vollständig bis zur Wurzel ab, sondern bildet in den Achseln der untersten, bereits abgestorbenen Laubblätter überwinternde Blattknospen, aus denen die Pflanze im nächsten Jahr neu austreibt. Bei kräftigen Exemplaren können die Pfahlwurzeln dicht unter dem Boden liegende Adventivknospen entwickeln. Aus einigen treibt im folgenden Jahr ein neuer Blütenstängel. Die oberirdischen Pflanzenteile können behaart sein.
Die wechselständig am Stängel angeordneten 2 bis 4 Zentimeter langen und 2 bis 5 Zentimeter breiten Laubblätter bestehen aus Blattstiel und Blattspreite. Der 2 bis 6 Zentimeter lange Blattstiel weist eine raue Behaarung auf und sitzt dem Stängel quer auf. Die beidseitig weich behaarte, grasgrüne Blattspreite ist efeuähnlich rundlich bis herzförmig geformt und fünf- bis siebenlappig. Die Ausgestaltung der Laubblätter hängt von ihrer Stellung an der Sprossachse ab. Die eher rundlichen unteren Stängelblätter besitzen sieben Lappen, die oberen sind spitz-siebenlappig, die obersten Stängelblätter sind gewöhnlich tiefer eingeschnitten und in fünf Lappen unterteilt. Der Blattrand weist eine deutliche Kerbung auf. Die Nebenblätter sind mit einer Länge von etwa 5 mm und einer Breite von etwa 1,5 mm lineal-länglich bis lanzettlich und zugespitzt. Am Grund des Blattstiels sitzen sie dem Stängel quer auf.

### Blüte

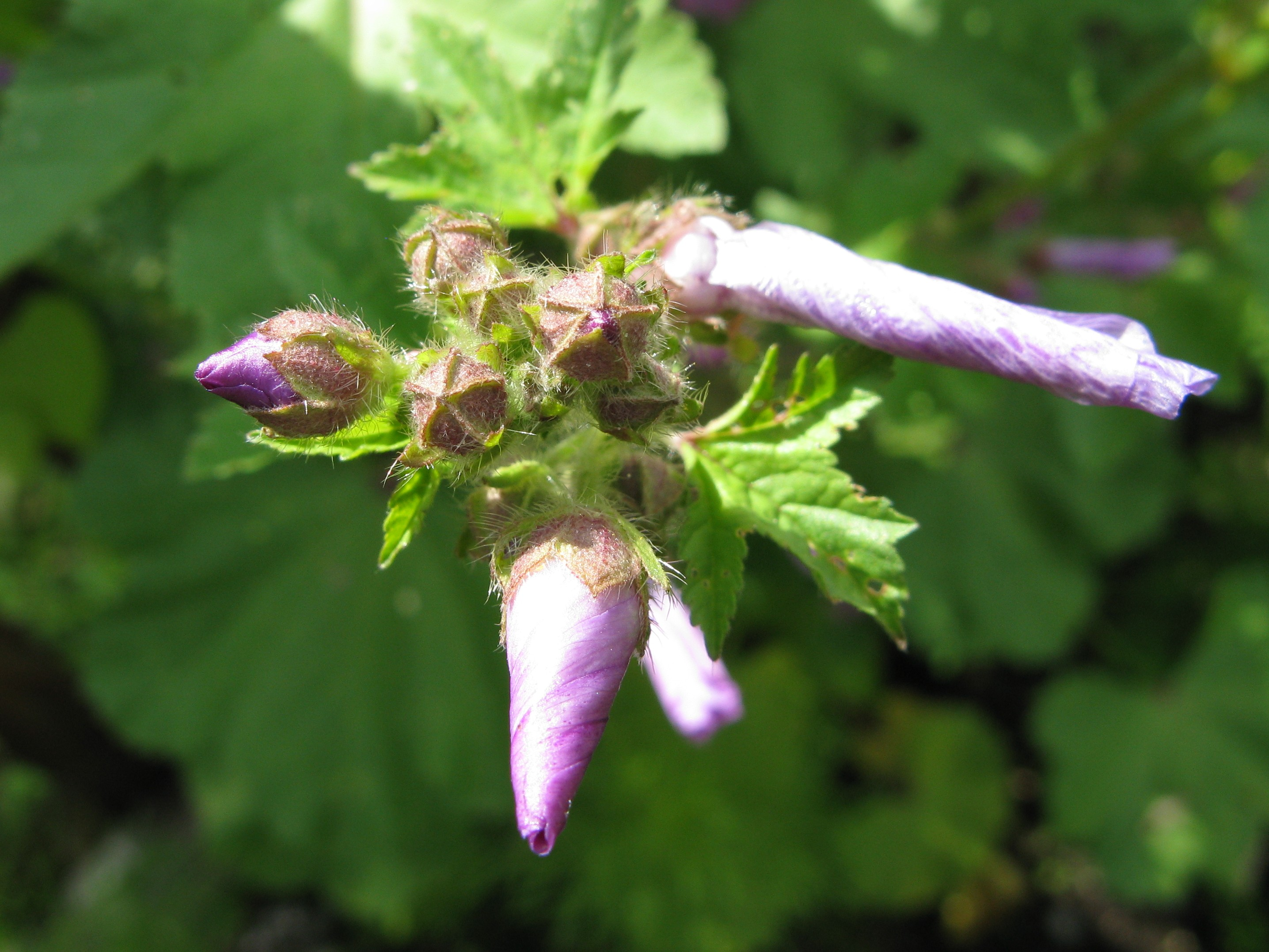
Blütenknospen

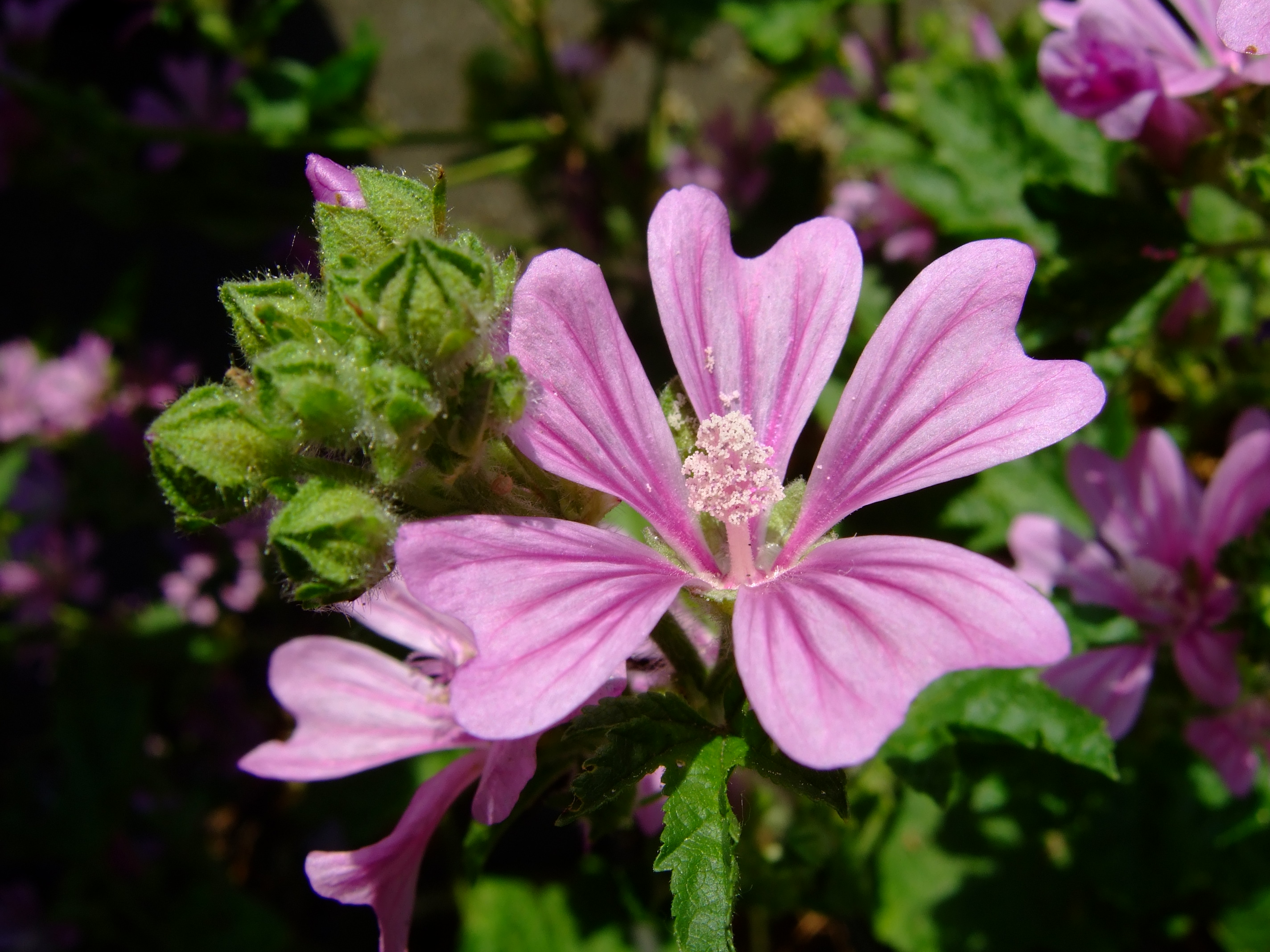
Männliche Blütenphase – Staubblattsäule mit dicht gedrängten, sich nach oben glockenförmig ausbreitenden Staubbeuteln

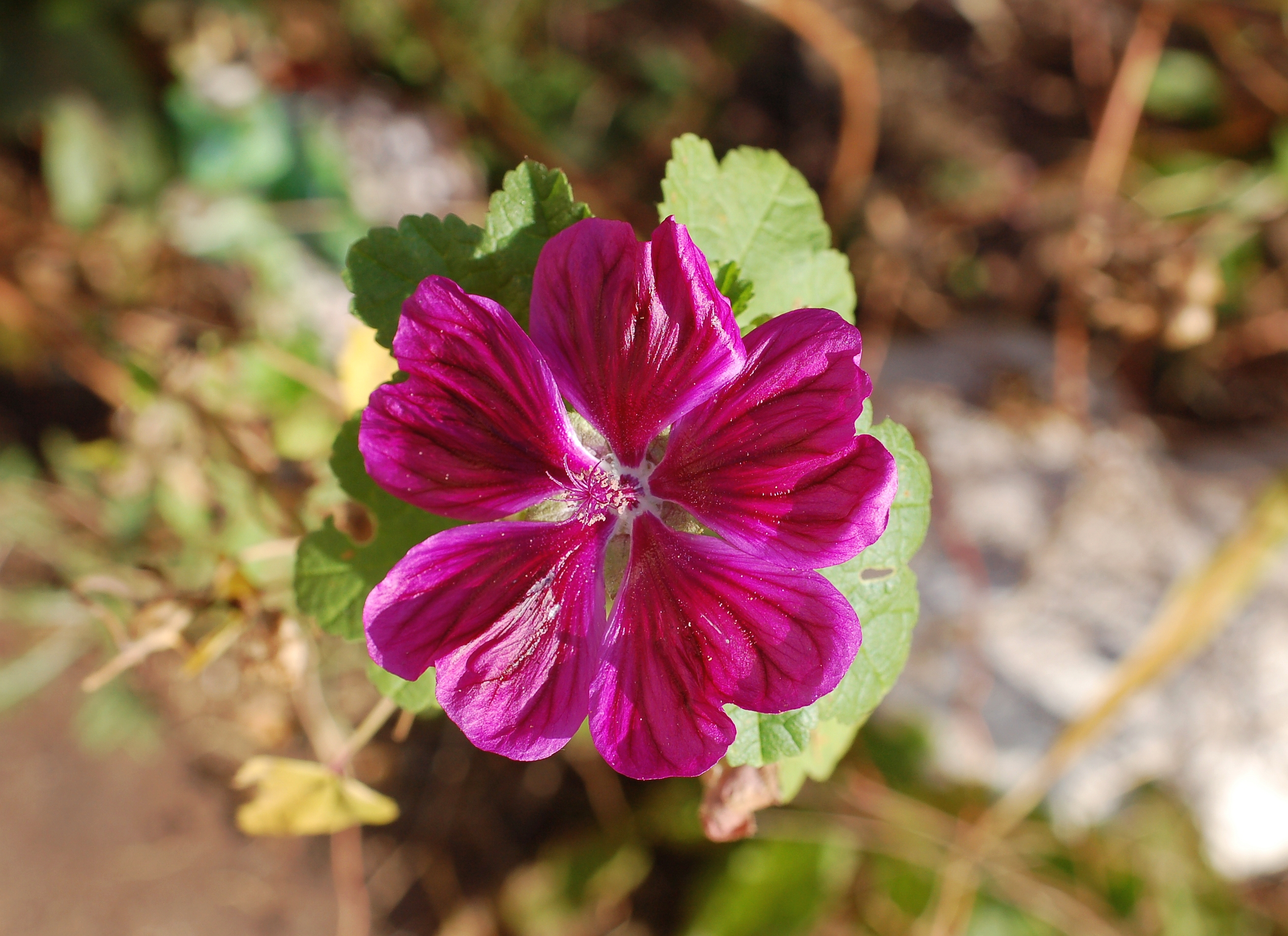
Weibliche Blütenphase – die roten Griffeläste, besetzt mit Narbenpapillen, stehen nun im Blütenzentrum

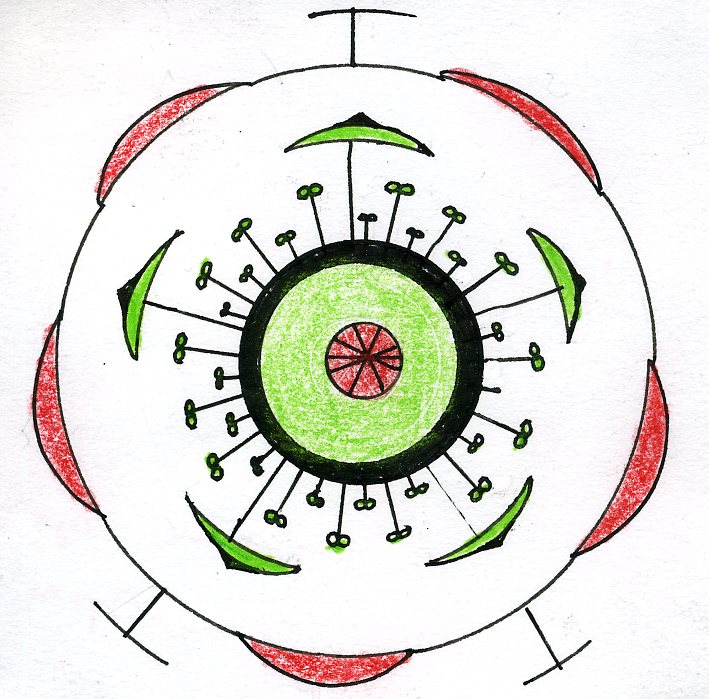
Blütendiagramm

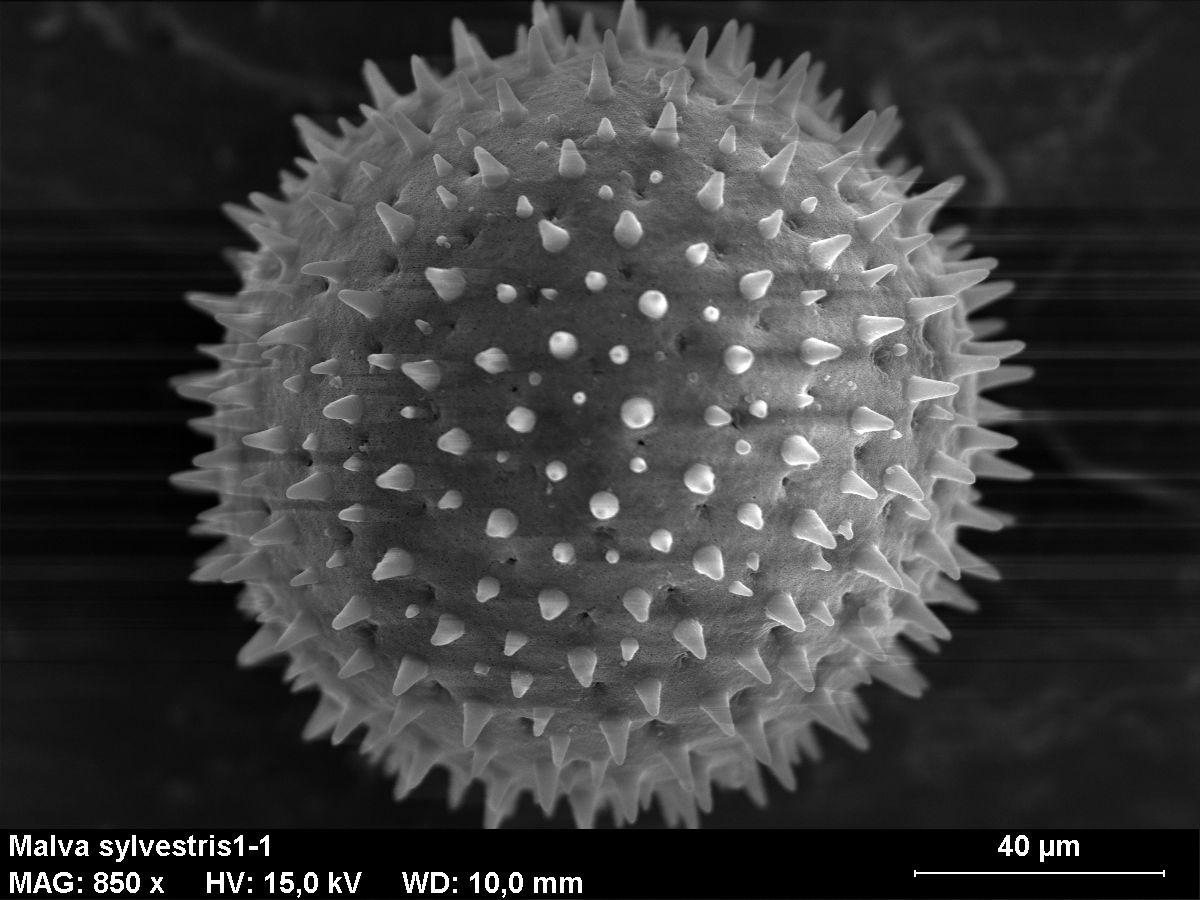
Pollen

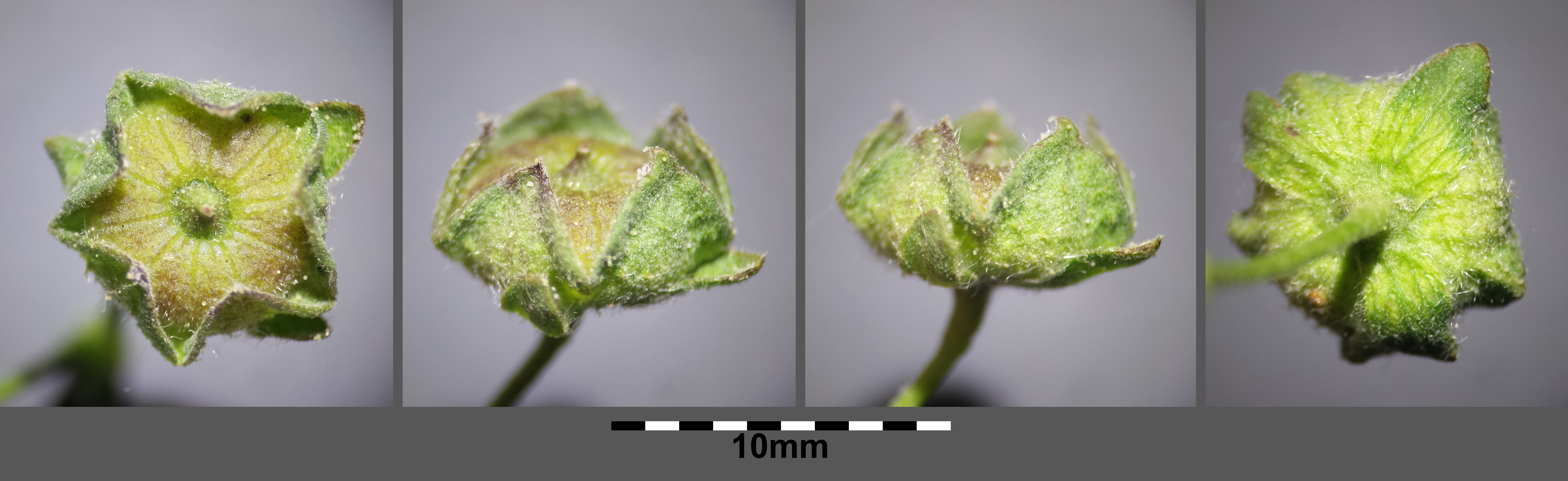
Frucht

Die Blütezeit liegt zwischen Mai und September. Die Blüten stehen meist zu zweit bis viert (selten bis zu zehnt) in Büscheln in den Laubblattachseln, können jedoch auch einzeln stehen. Die behaarten Blütenstiele sind mit einer Länge von 2 Zentimeter kürzer als die Blattstiele und zur Blüte- und Fruchtzeit aufrecht.
Die zwittrigen, fünfzähligen Blüten sind mit einem Durchmesser von 2,5 bis 5 Zentimetern radiärsymmetrisch. Der Außenkelch besteht aus zwei bis drei unverwachsenen, grünen Hüllblättern. Die schmalen Hüllblätter sind bei einer Länge von 2 bis 3 Millimetern sowie einer Breite von etwa 1,5 Millimetern eiförmig bis lanzettlich. Die fünf 3 bis 6 Millimeter langen Kelchblätter sind bis zur Mitte glockenförmig miteinander verwachsen und enden in fünf breit-dreieckigen, spitzen Kelchzipfeln. Die Breite der Kelchzipfel beträgt 2 bis 3 Millimeter. Sowohl der Kelch als auch der Außenkelch können eine zottelige Behaarung aufweisen. Gewöhnlich überragen die Kronblätter den Kelch um das drei- bis vierfache. Die fünf genagelten Kronblätter sind mit einer Breite von etwa 1 Zentimeter schmal, verkehrt-eiförmig und deutlich ausgerandet. Die in der Grundfarbe rosavioletten Kronblätter besitzen feine, im Farbton etwas dunklere Längsnerven (Strichsaftmale), die ihnen ihre charakteristische Musterung verleihen. Die violette Farbgebung beruht auf wasserlöslichen Anthocyanen, die sich im Saft der Zellvakuole befinden. Der Kronnagel ist bewimpert. Die Wilde Malve besitzt zahlreiche Staubblätter, deren lange Staubfäden zu einer walzenförmigen, etwa 10 bis 12 Millimeter langen und mit Sternhaaren flaumig bedeckten Staubblattröhre verwachsen sind. Diese ist mit den Kronblättern verwachsen, umgibt vollständig den vielspaltigen Griffel und verdeckt den oberständigen Fruchtknoten. Lediglich die fädlichen Narben, die der Länge nach auf der Innenseite der Griffeläste angebracht sind, werden zur Spitze freigegeben. Die nach oben freien Staubfäden tragen nierenförmige, weiße Staubbeutel. Die Staubbeutel sind jeweils mit nur einer Theke ausgestattet. Sie öffnen sich quer, um den Pollen zu entlassen. Die Pollenkörner sind weiß, kurzstachelig und kugelig. Zahlreiche Fruchtblätter sind zu einem rundlichen, etwas niedergedrückten, oberständigen Fruchtknoten verwachsenen. An den Verwachsungsstellen bilden sich Scheidewände aus, so dass, analog zur Anzahl der Fruchtblätter, zahlreiche kammerartige Fruchtfächer entstehen.

### Bestäubung und Blütenökologie
Bei den Blüten handelt es sich blütenökologisch um vormännliche Scheibenblumen.
In der männlichen Blütenphase überdecken dicht gedrängt die sich nach oben glockenförmig ausbreitenden Staubbeutel völlig die Griffeläste. Letztere befinden sich in einem noch unreifen Entwicklungsstadium und sind in der Staubblattröhre eingeschlossen. Nach Entleerung des Pollens tritt die Blüte in die weibliche Phase ein. Die Staubfäden krümmen sich nach unten. Die jetzt reifen roten Griffeläste breiten sich strahlig aus. Ihre mit Narbenpapillen besetzten Innenseiten rücken nun ins Zentrum der Blüte und sind für Bestäuber zugänglich. Die Narben werden hierdurch vorzugsweise mit Pollen einer anderen Pflanze derselben Art bestäubt, so dass Selbstbestäubung nur in Ausnahmefällen vorkommt.
Bestäuber sind vor allem Hummeln. Jedoch schätzen auch Bienen, Schwebfliegen und Hummelschweber den reichlich angebotenen Nektar. Die verdeckten Nektarien befinden sich an der Basis der Staubblätter.

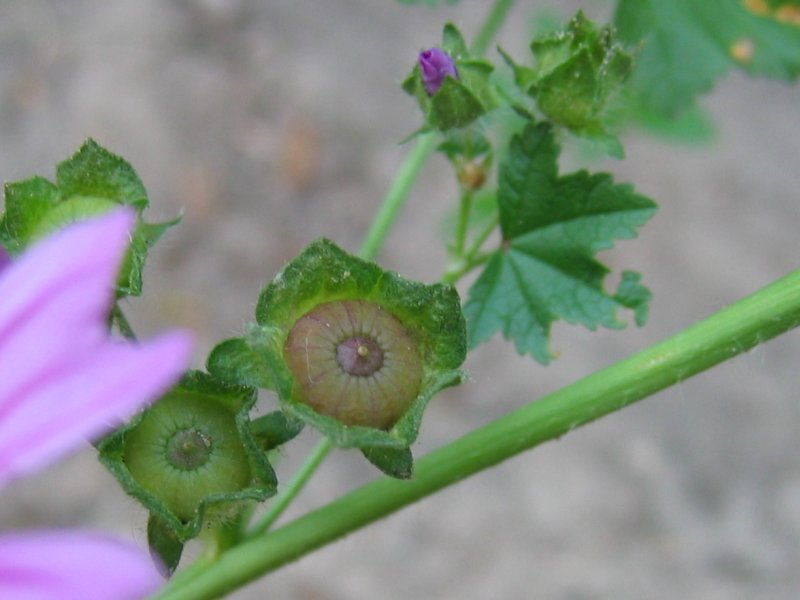
Reife und unreife Frucht

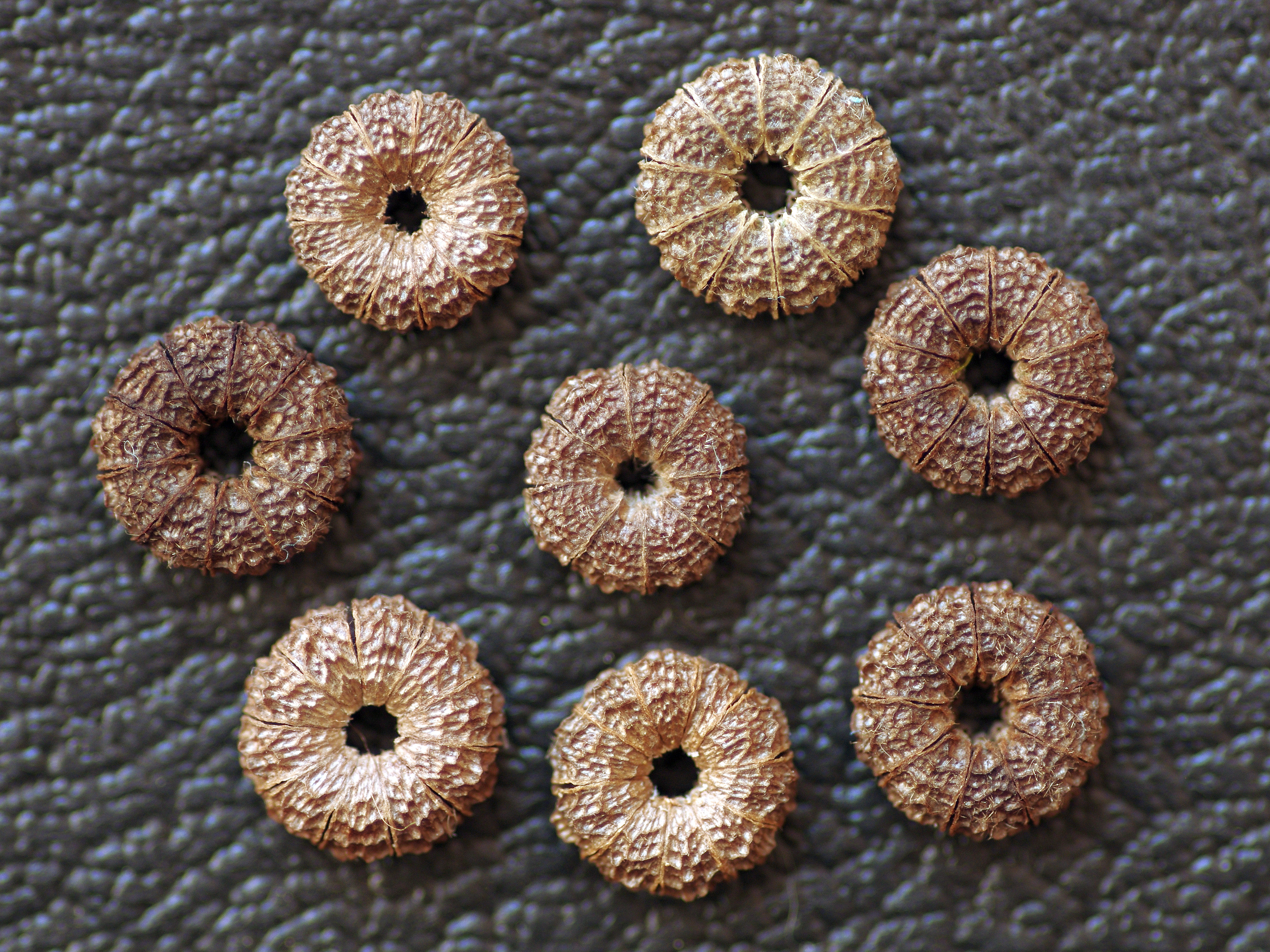
Ausgereifte Früchte

### Frucht und Samen
Die bis zu 1 Zentimeter große, scheibenförmige, kahle Spaltfrucht ist in der Mitte vertieft und weist rings um die Längsachse gleichmäßige Linien auf. Der Außenkelch wird im Zuge des Reifeprozesses abgeworfen, wohingegen die fünf Kelchblätter sich verlängern und schließlich die reife Frucht vollständig einhüllen. Nach abgeschlossener Reifung zerfallen die Spaltfrüchte entlang der Scheidewände in zehn bis zwölf einsamige, nierenförmige Teilfrüchte (kleine Nüsschen) von harter Konsistenz und grubiger, netzartiger Struktur. Die langlebigen braunen und nierenförmigen Samen weisen eine Länge und Breite von etwa 2,5 mm auf.

### Ausbreitung
Die Ausbreitung der Teilfrüchte ist eng an Regenwetter gebunden. Bei Nässe quillt der Kelch aufgrund von Wasseraufnahme auf, öffnet sich und setzt die reife Frucht dem Regen aus. Durch die Kraft der herunterfallenden Regentropfen werden die Teilfrüchte voneinander getrennt und mit dem Wasser verbreitet (Ombrochorie). Da auch die Nüsschen bei Nässe aufquellen und dadurch schleimig-klebrig werden, können sie über Tiere, an deren Fell sie sich heften, verbreitet werden.

### Chromosomensatz
Der Chromosomensatz ist diploid und beträgt 2n = 42.

## Synökologie

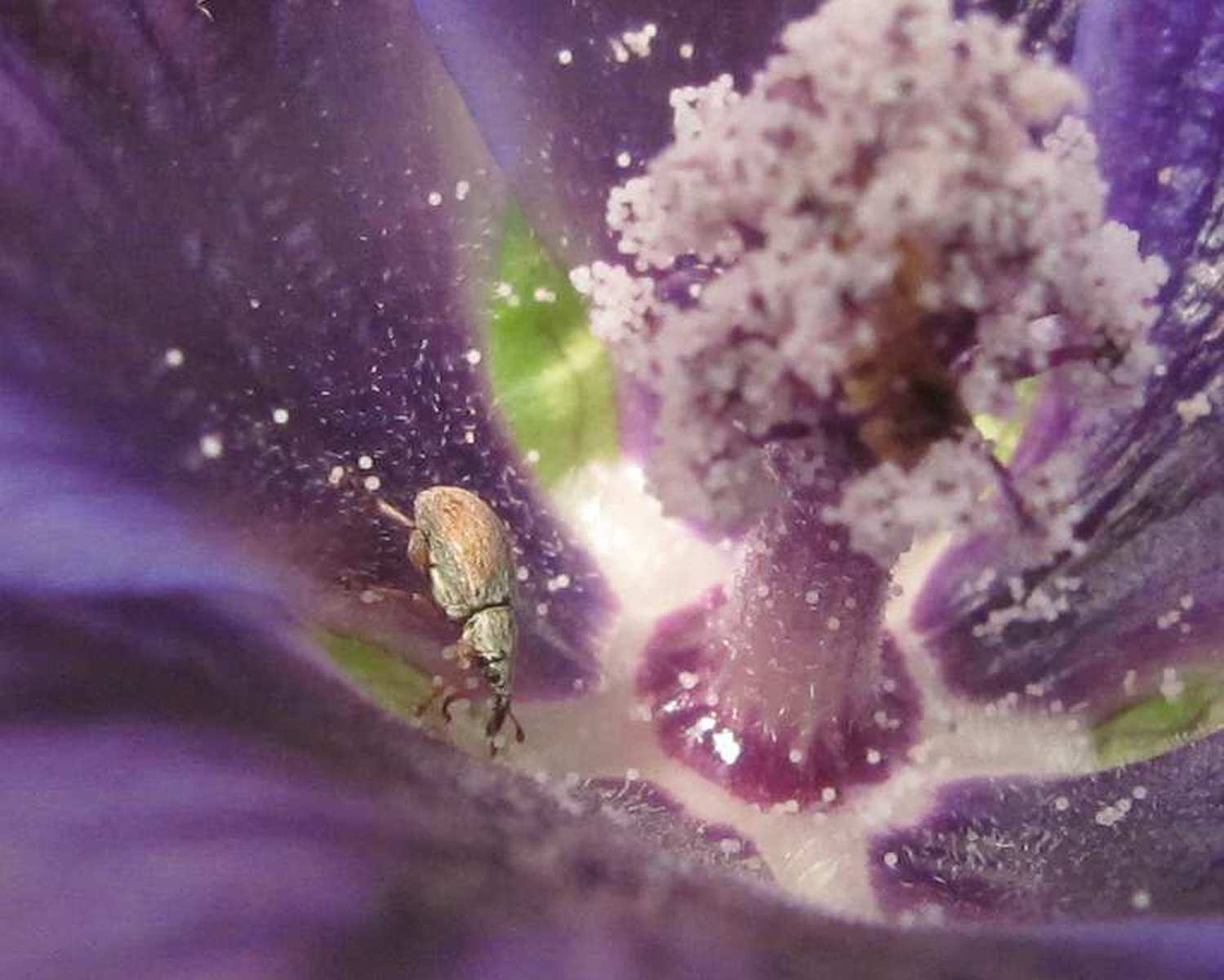
Rüsselkäfer Malvapion malvae an der Basis der Staubblattsäule der Wilden Malve

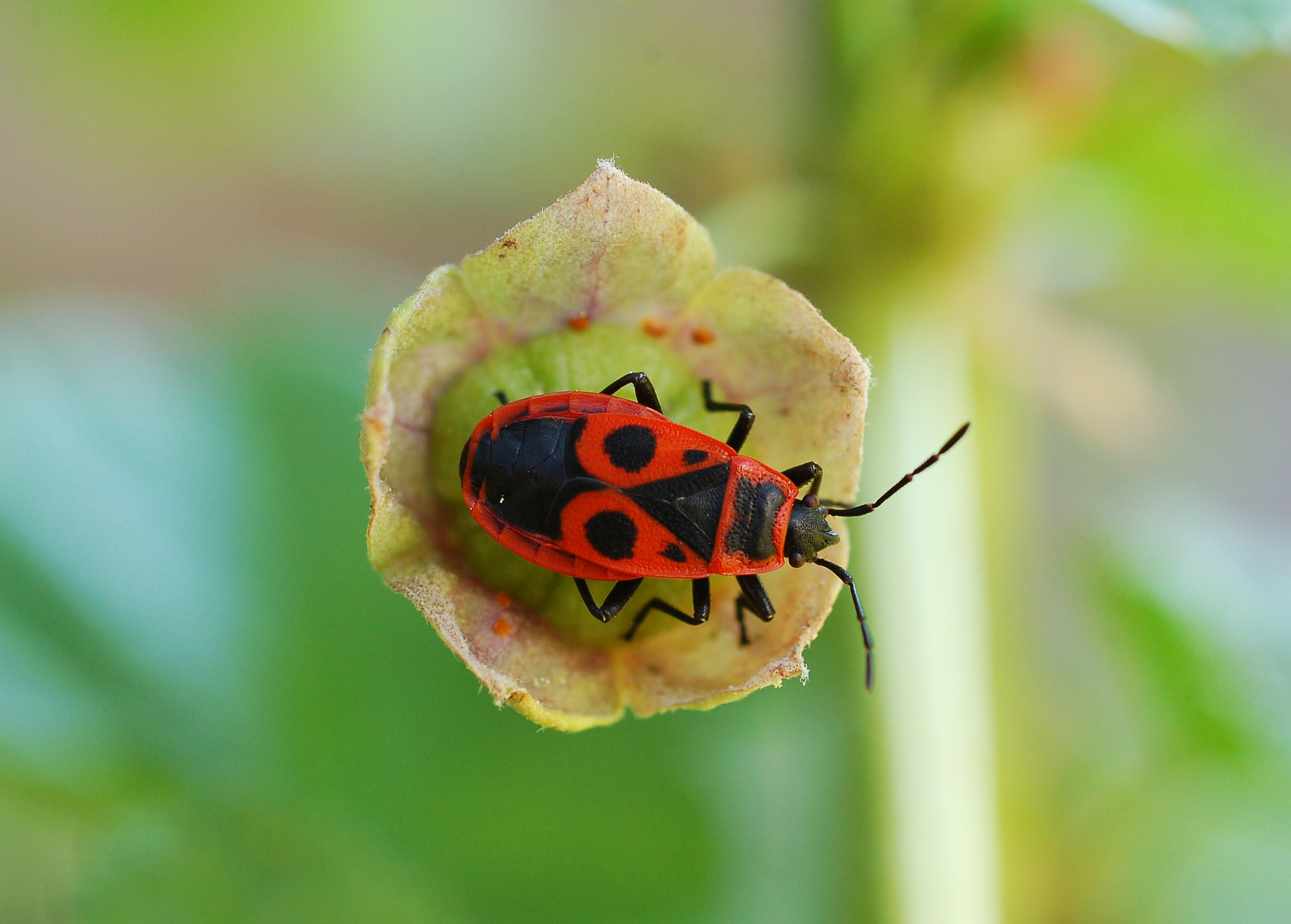
Gemeine Feuerwanze auf Frucht der Wilden Malve

Die Wilde Malve dient verschiedenen Falterarten als Raupenfutterpflanze, so beispielsweise dem Malven-Dickkopffalter (Carcharodus alceae), dem Steppenheiden-Würfel-Dickkopffalter (Pyrgus carthami) und der Hellbraunen Bandeule (Noctua interjecta). Larven spezialisierter Rüsselkäferarten wurden ebenfalls als Nutzer festgestellt. Das Zweifarbige Malven-Spitzmäuschen (Malvapion malvae), eine Käferart aus der Unterfamilie der Spitzmausrüssler, nutzt die Wilde Malve als Wirtspflanze. Seine Larven entwickeln sich im Fruchtknoten der Pflanze, die Verpuppung findet in den Samenkörnern statt. Besonders ist die durch Bundesartenschutzverordnung geschützte Langhornbiene Eucera macroglossa auf die Wilde Malve angewiesen. Sie ernährt sich von Blüten weniger, nahe verwandter Gattungen (oligolektisch) und deckt ihren Pollen- und Nektarbedarf ausschließlich mit Malvengewächsen. Diverse Insekten wie Bienen oder Ohrwürmer nehmen die Blüten der Wilden Malve als Schlafplatz an. Die Samen der Wilden Malve werden gerne von der gesellig lebenden Feuerwanze aufgesucht. Sie saugt an den Früchten und ist häufig zahlreich am Fuß der Malvenpflanze anzutreffen; nennenswerten Schaden verursacht sie jedoch nicht.

## Krankheiten
Das Malvenblattader-Potyvirus (englisch Malva vein clearing virus, MVCV) wird durch mechanische Einimpfung durch Röhrenblattläuse der Spezies Aphis umbrella (syn. Aphis malvae Koch) und Grüne Pfirsichblattlaus (Myzus persicae) übertragen. Das Virus tritt in Tasmanien, Brasilien, der ehem. Tschechoslowakei, Deutschland, Israel, Italien, Portugal, Kalifornien, Russland und dem ehem. Jugoslawien auf.
Die Wilde Malve wird oft vom Rostpilz Puccinia malvacearum befallen, der auf den Blattunterseiten rostfarbene Pünktchen bildet. Im Unterschied zu anderen Rostpilzen besitzt er einen sogenannten mikrozyklischen Charakter, d. h., es findet kein Wirtswechsel statt.

## Vorkommen
Ursprünglich kommt die Wilde Malve aus Asien und Südeuropa. Heute ist sie in ganz Süd- und Mitteleuropa weit verbreitet. Ihr Vorkommen erstreckt sich nach Norden bis Mittelschweden und Südnorwegen. Zu den Verbreitungsgebieten zählen Madeira, Algerien, Ägypten, Libyen, Marokko, Afghanistan, Zypern, Iran, Palästina, Jordanien, Libanon, Syrien, Türkei, Armenien, Aserbaidschan, Georgien, Russland, Kasachstan, Dagestan, Kirgisistan, Tadschikistan, Turkmenistan, Usbekistan, Indien, Nepal, Bhutan, Dänemark, Finnland, Norwegen, Schweden, Irland, Vereinigtes Königreich, Belgien, Niederlande, Deutschland, Österreich, Schweiz, Italien, Frankreich, Portugal, Spanien, die ehemalige Tschechoslowakei, das ehemalige Jugoslawien, Ungarn, Polen, Belarus, die Baltischen Staaten, Moldawien, Ukraine, Albanien, Kosovo, Bulgarien, Rumänien und Griechenland.
Die Wilde Malve gedeiht auf trockenen, stick- und nährstoffreichen Böden bis in Höhenlagen von 1800 Meter. Man findet sie vor allem an Wegrändern und Zäunen, auf Ödland und in lichten Wäldern. Sie gilt als Kennart der Ordnung Onopordietalia acanthii (Eselsdistel-Fluren), kommt aber auch in Gesellschaften der Verbände Arction lappae (Klettenfluren) und Sisymbrion (kurzlebige Ruderalfluren) vor. Sie steigt im Wallis bis 1400 Meter, in Graubünden bis 1320 Meter Meereshöhe auf.
Die ökologischen Zeigerwerte nach Landolt et al. 2010 sind in der Schweiz: Feuchtezahl F = 2+w (frisch aber mäßig wechselnd), Lichtzahl L = 4 (hell), Reaktionszahl R = 4 (neutral bis basisch), Temperaturzahl T = 4 (kollin), Nährstoffzahl N = 4 (nährstoffreich), Kontinentalitätszahl K = 4 (subkontinental).

## Systematik

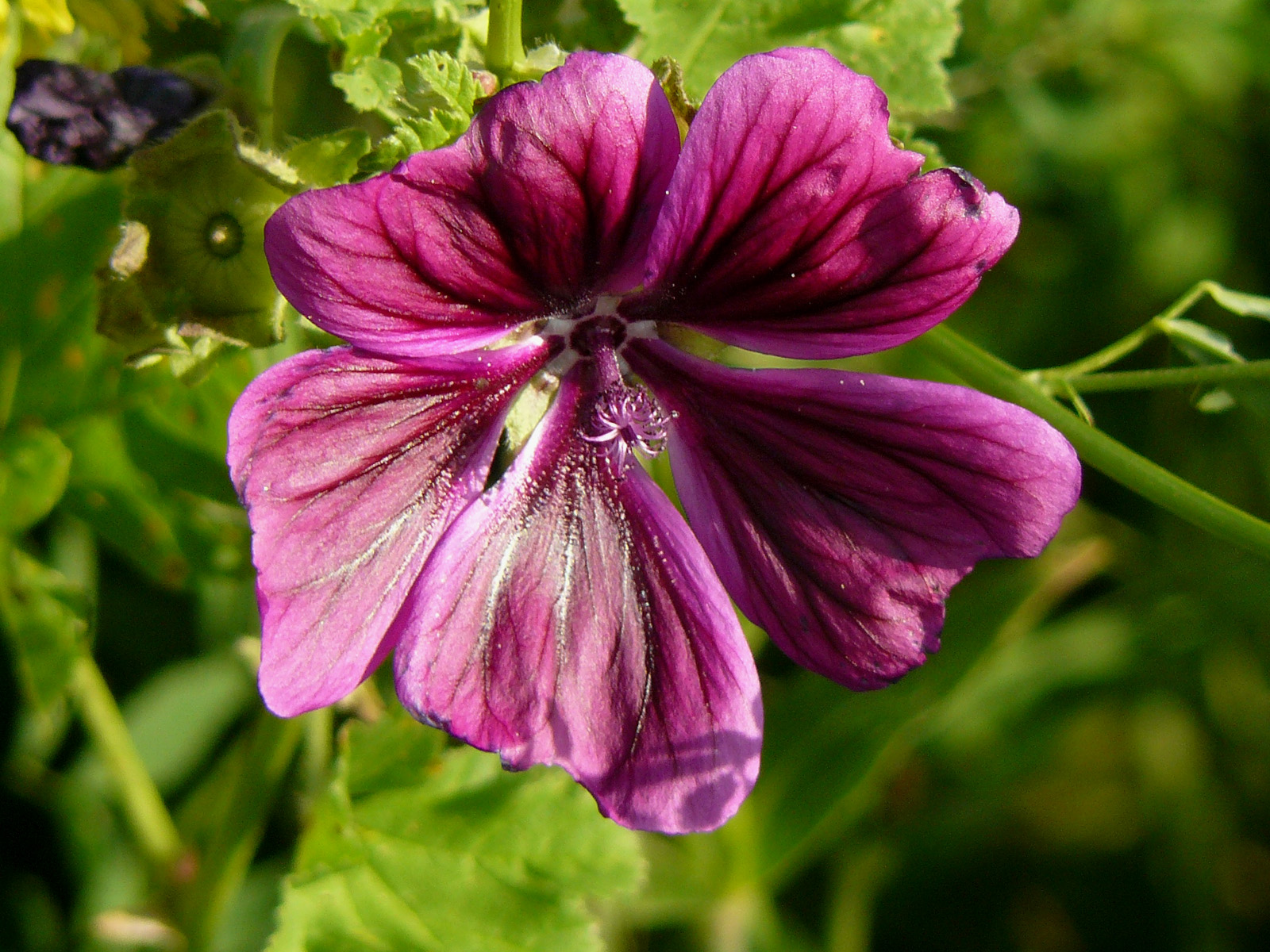
Mauretanische Malve (Malva sylvestris subsp. mauritiana) im Juni

Die Erstveröffentlichung von Malva sylvestris 1753 erfolgte durch Carl von Linné in Species Plantarum, 2, S. 689.
Es existieren eine große Zahl von Synonymen für Malva sylvestris L.: Althaea godroni Alef., Althaea vulgaris Alef., Malva ambigua Guss., Malva elata Pomel, Malva elata Salisb., Malva equina Wallr., Malva erecta C.Presl, Malva glabra Desr., Malva grossheimii Iljin, Malva gymnocarpa Pomel, Malva hirsuta Presl, Malva sylvestris var. incanescens Griseb., Malva longelobata Sennen, Malva longepedunculata Sennen, Malva obtusa Moench, Malva orientalis Mill., Malva plebeia Stev., Malva polymorpha Guss., Malva racemosa Presl, Malva recta Opiz, Malva ruderalis Salisb., Malva simpliuscula Steud., Malva sinensis Cav., Malva sylvestris var. oxyloba Post, Malva tetuanensis Pau, Malva tomentella Presl, Malva vivianiana Rouy, Malva vulgaris Ten., Malva vulgaris S.F.Gray
Von Malva sylvestris wurden einige Unterarten und Varietäten beschrieben :
- Malva sylvestris var. eriocarpa Boiss. findet man von Italien ostwärts bis zum Himalaya, Zentralasien und China.
- Eigentliche Wild-Malve (Malva sylvestris L. subsp. sylvestris)
- Algier-Malve (Malva sylvestris subsp. mauritiana (L.) Boiss., Syn.: Malva mauritiana L.), auch Garten-Malve oder Mauretanische Malve genannt, hat eine Verbreitung von der Iberischen Halbinsel, bis Italien und Algerien.
- Marokkanische Wild-Malve (Malva sylvestris subsp. subacaulis) Maire: Es ist in Marokko ein Endemit im Atlasgebirge (Djebel Tachdirt, Djebel Ghat, Djebel Siroua).

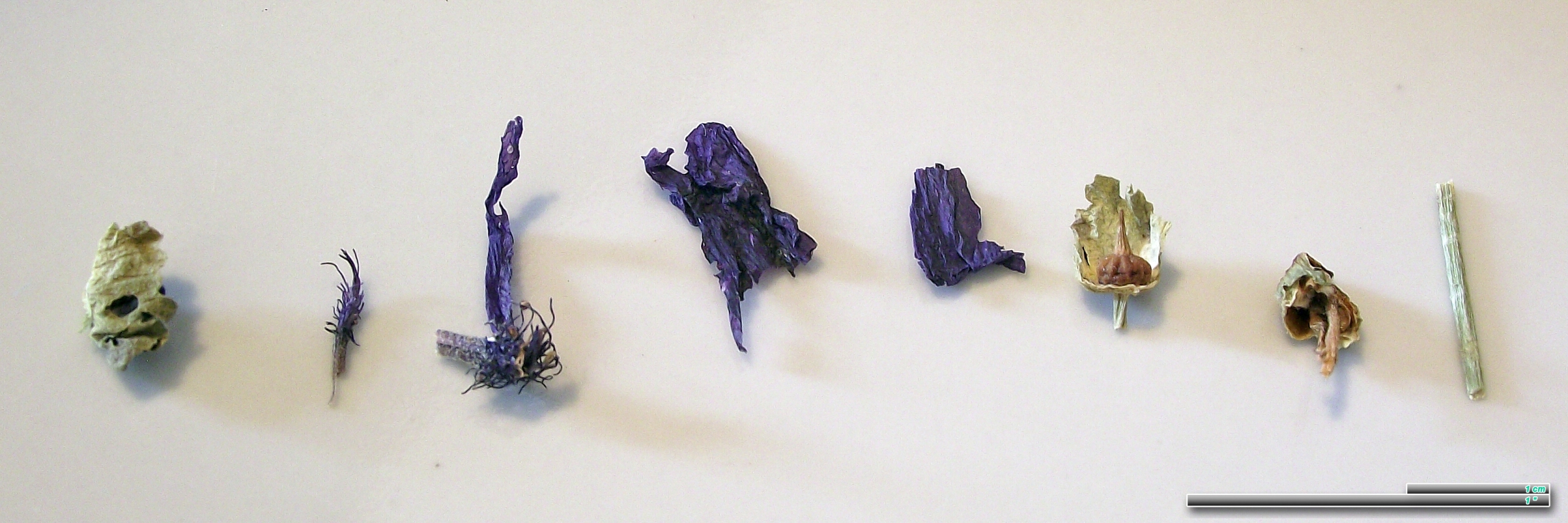
Getrocknete Malve in Form der Blütendroge

## Verwendung

### Verwendung in der Medizin

Strukturformel des Diglucosids Malvin

Verwendet werden meist Blätter und Blüten. Wirksame Bestandteile der Blätter sind in erster Linie Schleimstoffe (5–12 %). Diese setzen sich aus Zuckermolekülen wie Galactose, Glucose und Glucuronsäure zusammen. In geringerer Menge enthalten sie auch Flavonoide in Form von Sulfaten. Die Blüten weisen einen annähernd gleich hohen Schleimstoffgehalt in ähnlicher Zusammensetzung wie die Blätter auf. Zusätzlich enthalten sie Anthocyane, wie beispielsweise Malvin.
Die Schleimstoffe der Droge legen sich als schützender Film über Schleimhäute und entfalten so eine beruhigende Wirkung. In der Pflanzenheilkunde werden Extrakte der Pflanze bei Entzündungen des Mund- und Rachenraums sowie des Magen-Darm-Bereichs eingesetzt. Auch bei Erkältungen und trockenem Reizhusten werden die Extrakte oder Tees aus getrockneten Blättern und Blüten angewendet ("Reizhustentee"). In der mittelalterlichen Medizin fanden auch die Samen der Malve (semen malvae) Verwendung. Bereits in der Antike wurden Bestandteile der Wilden Malva gegen Blasenschmerzen mit blutigem Urin, Nervenschmerzen und „Seitenschmerzen“ sowie bei frischen Wunden und Geschwüren in der Leiste angewendet. Mit Malva wurden meist die Wilde Malve und die Weg-Malve, aber auch Eibischarten bezeichnet. Die Aufnahme anderer Arzneistoffe kann durch Malvenpräparate herabgesetzt werden.

### Verwendung als Farbstoff und Indikator
Die Blüten der Spezies werden schon seit langem als natürlicher gelber Farbstoff eingesetzt. Aus der gesamten Pflanze und den Samen werden auch cremefarbene, gelbe und grüne Farbstoffe extrahiert. Auch in der Lebensmittelindustrie werden die Blüten zum Färben diverser Produkte genutzt. Farbstoffe aus den Blüten der Malve ergeben bei alaungebeizter Wolle einen Rosenholzton.
Eine Tinktur aus Malva sylvestris kann als empfindlicher Säure-Base-Indikator eingesetzt werden; bei Anwesenheit von Alkalien verfärbt sich die Tinktur blau.

### Verwendung als Zierpflanze

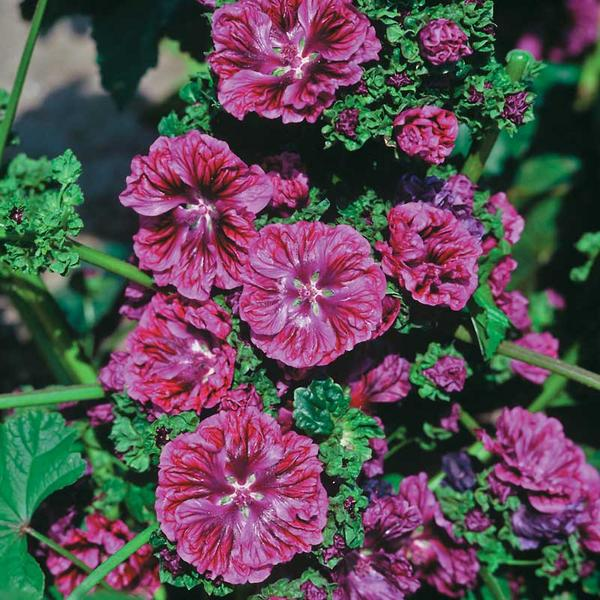
Cultivar 'Purple Satin'

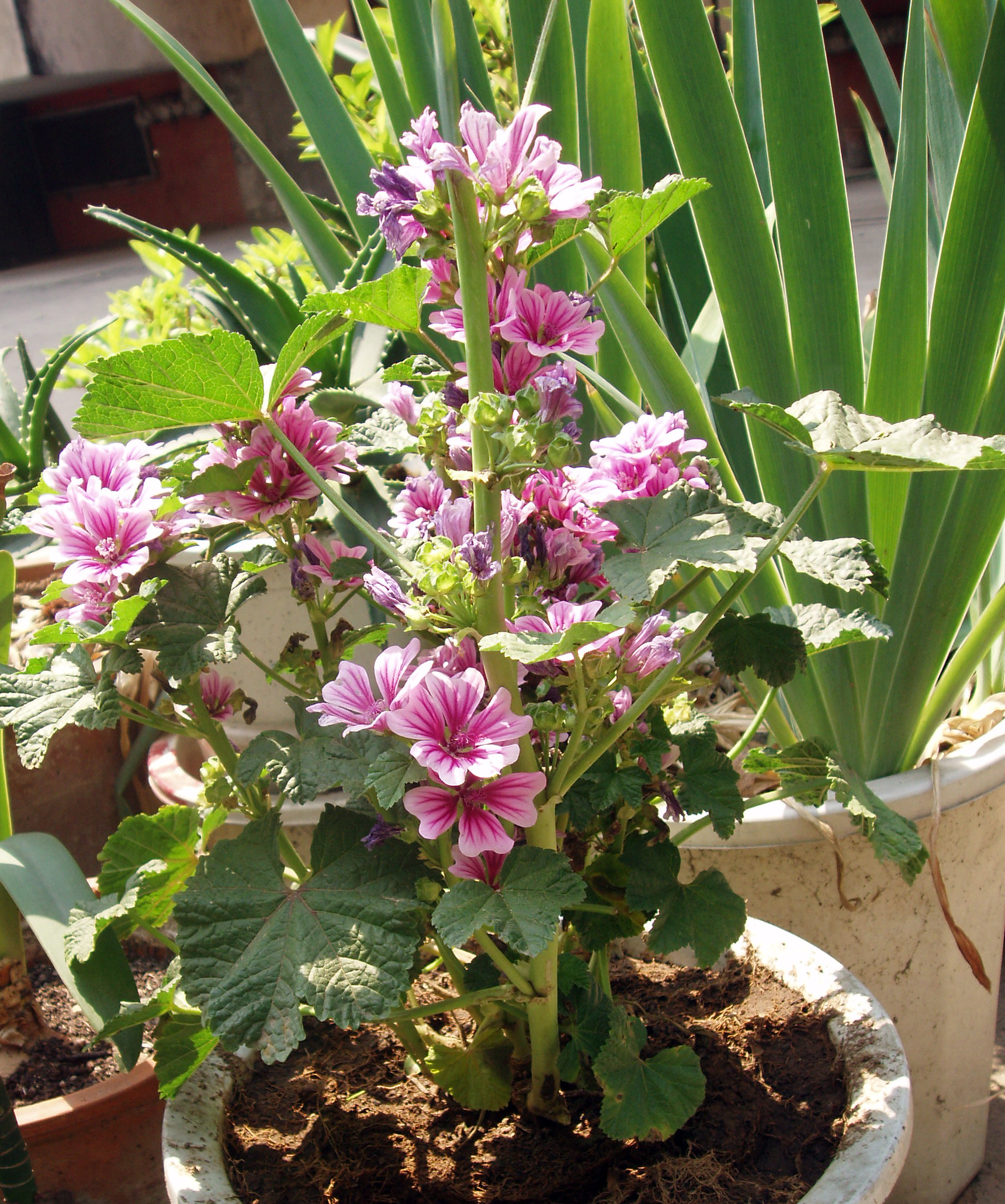
Der Cultivar 'Zebrina', der wegen seiner gestreiften Blütenblätter selektiert wurde

Die Wilde Malve wird wegen ihrer attraktiven Blüten, die sie langdauernd während des Sommers hervorbringt, häufig als Zierpflanze im Garten kultiviert. Sie ist seit etwa 1587 in Kultur und bevorzugt sonnige bis halbschattige Standorte. Zahlreiche Cultivare wurden selektiert und benannt.
Beispiele für Cultivare der Malva sylvestris sind: 'Alba', 'Annita', 'Aurora', 'Bardsey Blue', 'Blue Fountain', 'Brave Heart', 'Cottenham Blue', 'Gibbortello', 'Harry Hay', 'Highnam', 'Inky Stripe', 'Knockout', 'Magic Hollyhock', 'Mest', 'Mystic Merlin', 'Perry’s Blue', 'Purple Satin', 'Richard Perry', 'Tournai', 'Windsor Castle', 'Zebrina' und 'Zebrina Zebra Magis'.
Cultivar-Gruppen:
- Malva sylvestris L. Mauritiana-Gruppe: Malva mauritiana wurde früher als eine Subspecies anerkannt, deren Verbreitungsgebiet die Iberische Halbinsel, Italien und Algerien ist. Gartenpflanzen werden oft Malva sylvestris var. mauritiana genannt und gehören zu einer Cultivargruppe, die folgende Sorten einschließt:[5] 'Bibor Felho', 'Moravia'
- Malva sylvestris L. Eriocarpa-Gruppe, mit haarigen Samen und Stängeln, die zwischen Italien und dem Himalaya, Zentralasien und China vorkommt.[5]
- Malva sylvestris L. Canescens-Gruppe: Jeder Teil der Pflanze außer der Blüte ist mit weißen, wolligen Haaren überzogen. Diese Gruppe wächst in der Region um Montpellier in Frankreich und auf den Balearen. Einige botanische Werke des 19. Jahrhunderts nennen sie Malva sylvestris var. canescens.[5]
- Malva sylvestris L. Sterile-Blue-Gruppe: Vegetativ vermehrte blass violett-blau blühende Cultivare:[5] 'Marina Dema', 'Primley Blue'; dunkel violett-blau blühend: 'Maria’s Blue Eyes'.

### Verwendung in der Küche
Die Blätter können roh oder gegart gegessen werden. Sie sind schleimig mit einem milden, angenehmen Geschmack. In Suppen wirken sie als Verdickungsmittel. Die jungen Blätter können roh in Salaten verwendet werden, ebenso die Blüten, die durch ihren milden Geschmack und der den Laubblättern ähnlichen Textur eine gute Ergänzung in Blattsalaten und zudem dekorativ sind. Die getrockneten Blätter als auch die getrockneten Blüten werden als Tees getrunken oder Teemischungen beigesetzt. Die unreifen Samen verwendet man roh zum Knabbern; sie schmecken nussig.

### Verwendung als mögliche Energiepflanze
Die Bayerische Landesanstalt für Weinbau und Gartenbau in Veitshöchheim führt auf Versuchsfeldern Untersuchungen durch, ob Wildpflanzen als Energiepflanzen eine realistische Alternative zum Maisanbau darstellen. Nach umfangreichen Voruntersuchungen wurde festgestellt, dass u. a. Wilde Malve, Beifuß und Rainfarn bezüglich Ertrag und Umweltverträglichkeit in Frage kommen. Der Einsatz von Wildpflanzen zur Biogasgewinnung würde sich im Vergleich zum Maisanbau positiv auf das Landschaftsbild auswirken, würde den Einsatz von Dünger und Chemischen Pflanzenschutz deutlich senken, böte ganzjährigen Lebensraum für Wildtiere und verursachte eine geringere Bodenerosion bei gleichzeitiger hoher Ertragssicherheit und Gasausbeute. Weitere Untersuchungen stehen an.

## Die Wilde Malve in Volksglauben und Brauchtum
Wollte man die Fruchtbarkeit einer Frau testen, wurde empfohlen, mit deren Urin die Pflanze zu begießen. Wenn nach drei Tagen keine Anzeichen für Verdorrung erkennbar waren, konnte mit Kindersegen gerechnet werden.
Verbreitet war auch der Glaube, dass man nach überreichlichem Genuss der Früchte Läuse bekäme.
In manchen Gegenden (z. B. Fränkische Schweiz) werden zum Fest Mariä Himmelfahrt am 15. August heilende, schön anzusehende und gut duftende Kräuter für Kräuterbuschen (Würzbüschel) gesammelt. Neben der Wilden Malve besteht ein Kräuterbuschen z. B. aus Dost, Teufelsabbiss, Feldstiefmütterchen, Gänsefingerkraut, Ringelblume, Silberdistel, Odermennig, Kamille, Pfefferminze, Schafgarbe oder auch Königskerze. Diese Kräuterbuschen werden bei der Kräuterweihe am Fest Mariä Himmelfahrt gesegnet. Nach der Segnung werden die Büschel getrocknet und beispielsweise im Wohnzimmer aufgestellt. Sie sollen die Hausbewohner vor Blitzschlag, Krankheit und anderem Ungemach beschützen. Um die segensreiche Wirkung auch Gästen und dem Vieh zuteilwerden zu lassen, wird zu besonderen Anlässen das Essen mit Kräuterprisen des Buschens gewürzt und den Tieren das Wurzbüschel des Vorjahres verfüttert.

## Weitere Bilder

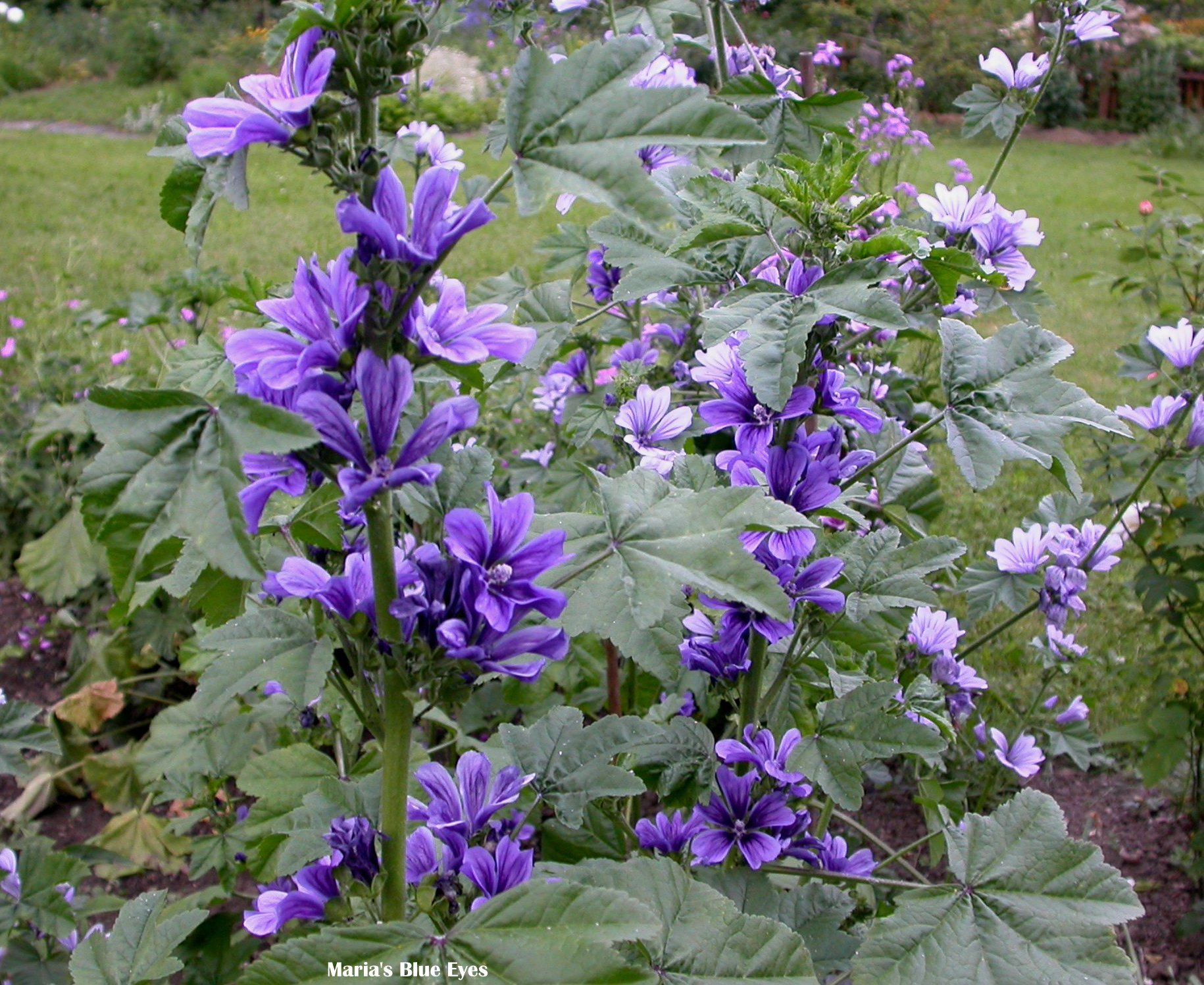
Dunkelblau blühende Form ‘Maria’s Blue Eyes’
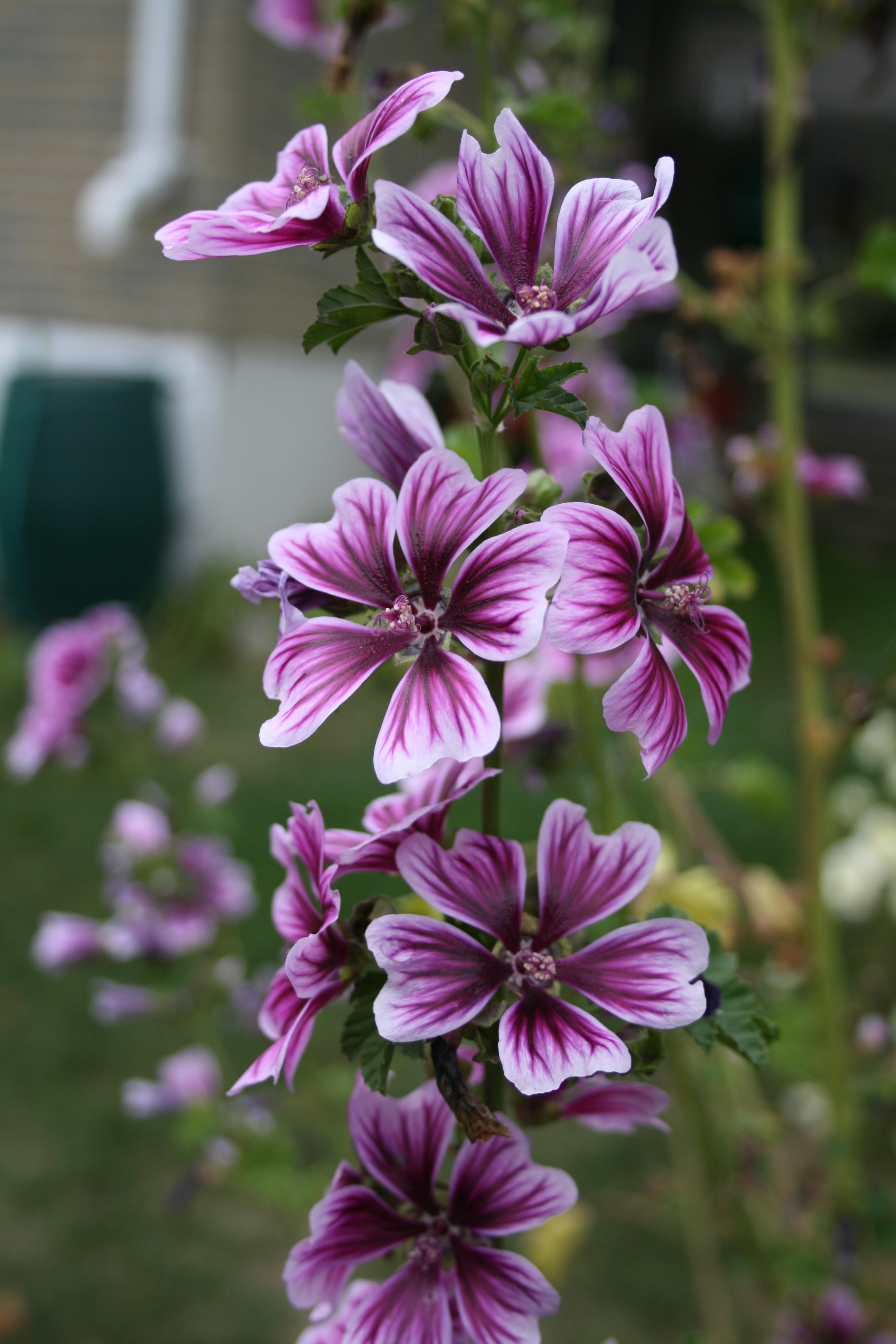
Mauretanische Malve
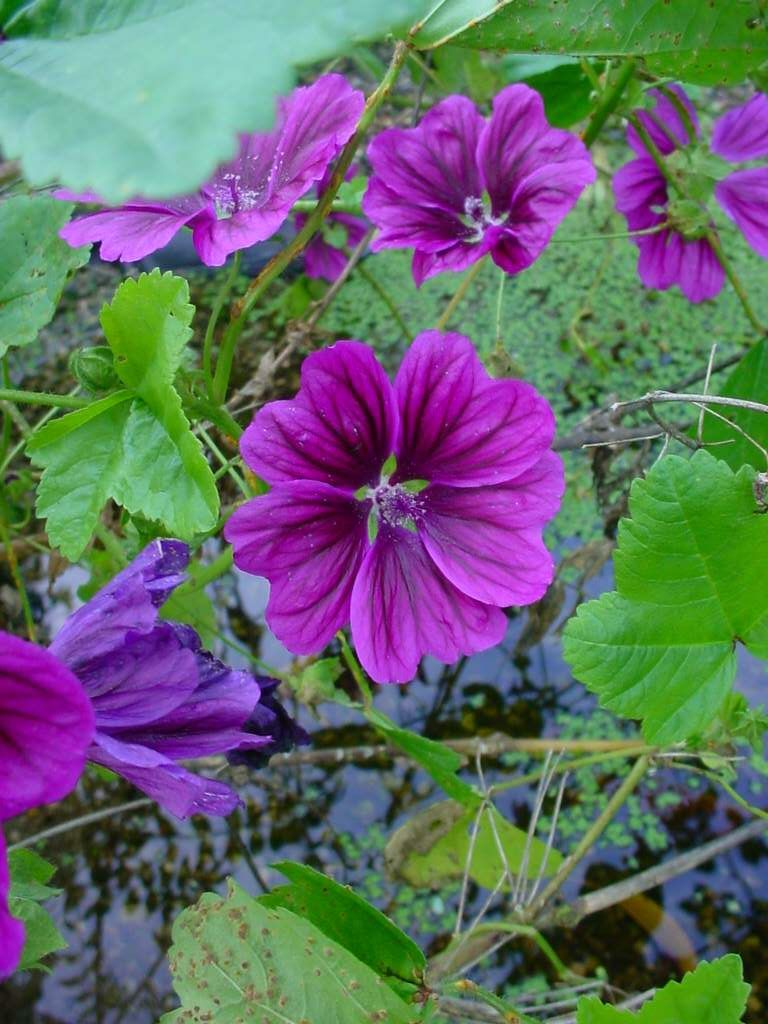
Dunkelblütige Kulturform